# KGM Tivoli
SsangYong Tivoli – samochód osobowy typu crossover klasy subkompaktowej produkowany pod południowokoreańską marką SsangYong w latach 2015–2023 oraz przez południowokoreańskie przedsiębiorstwo KG Mobility jako KGM Tivoli od 2023 roku.

## Historia i opis modelu

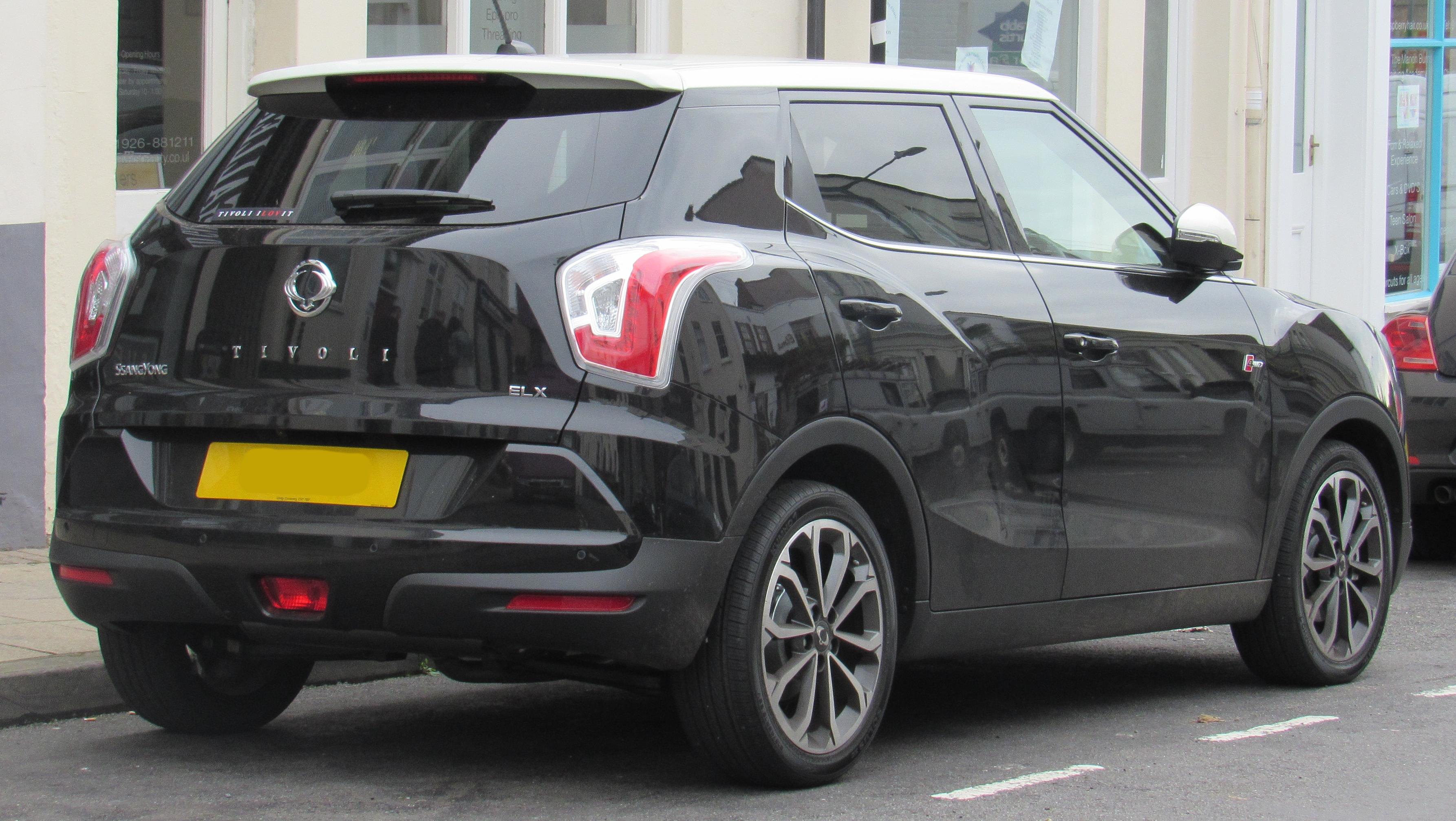
SsangYong Tivoli - tył

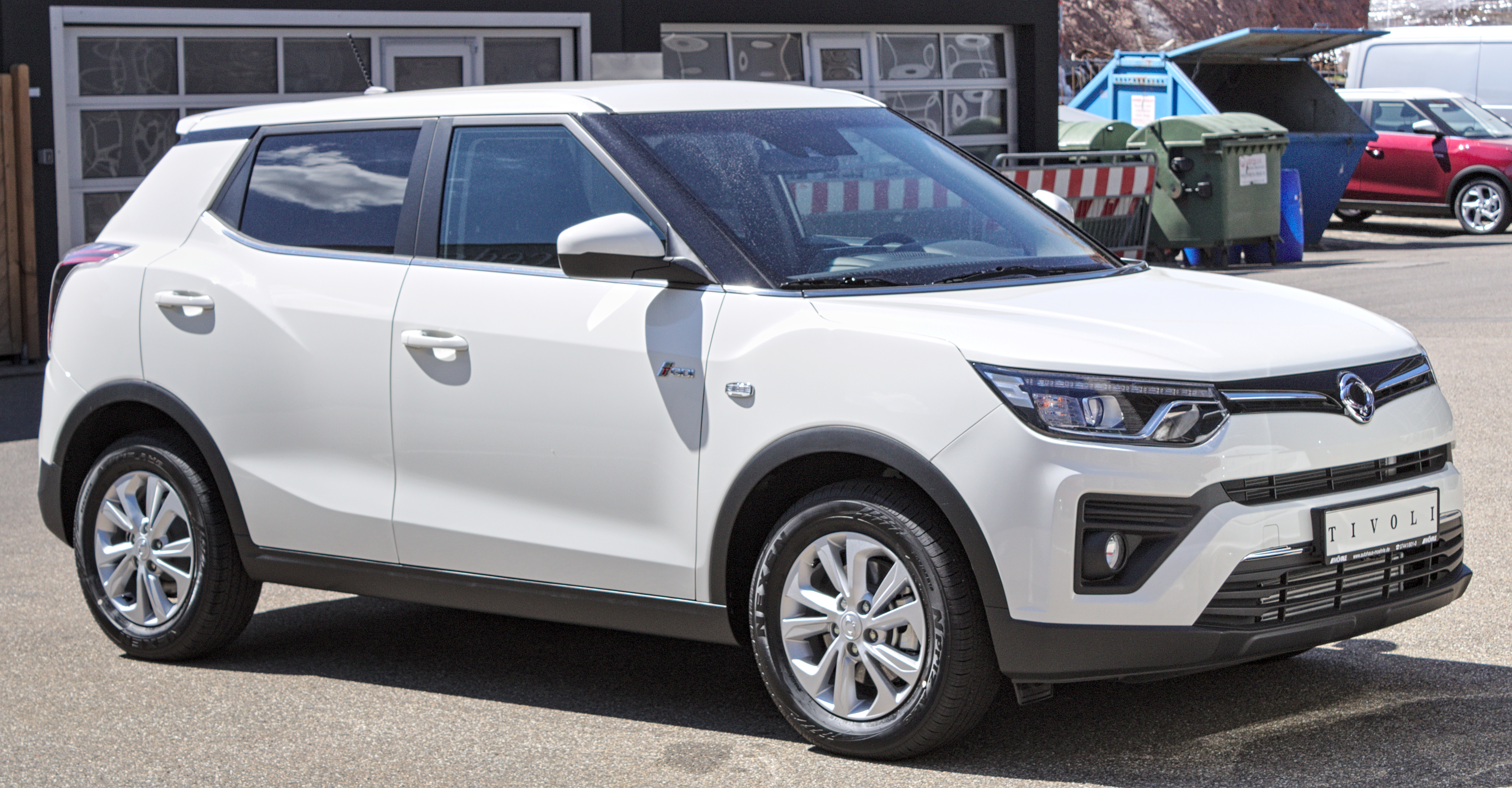
SsangYong Tivoli po liftingu

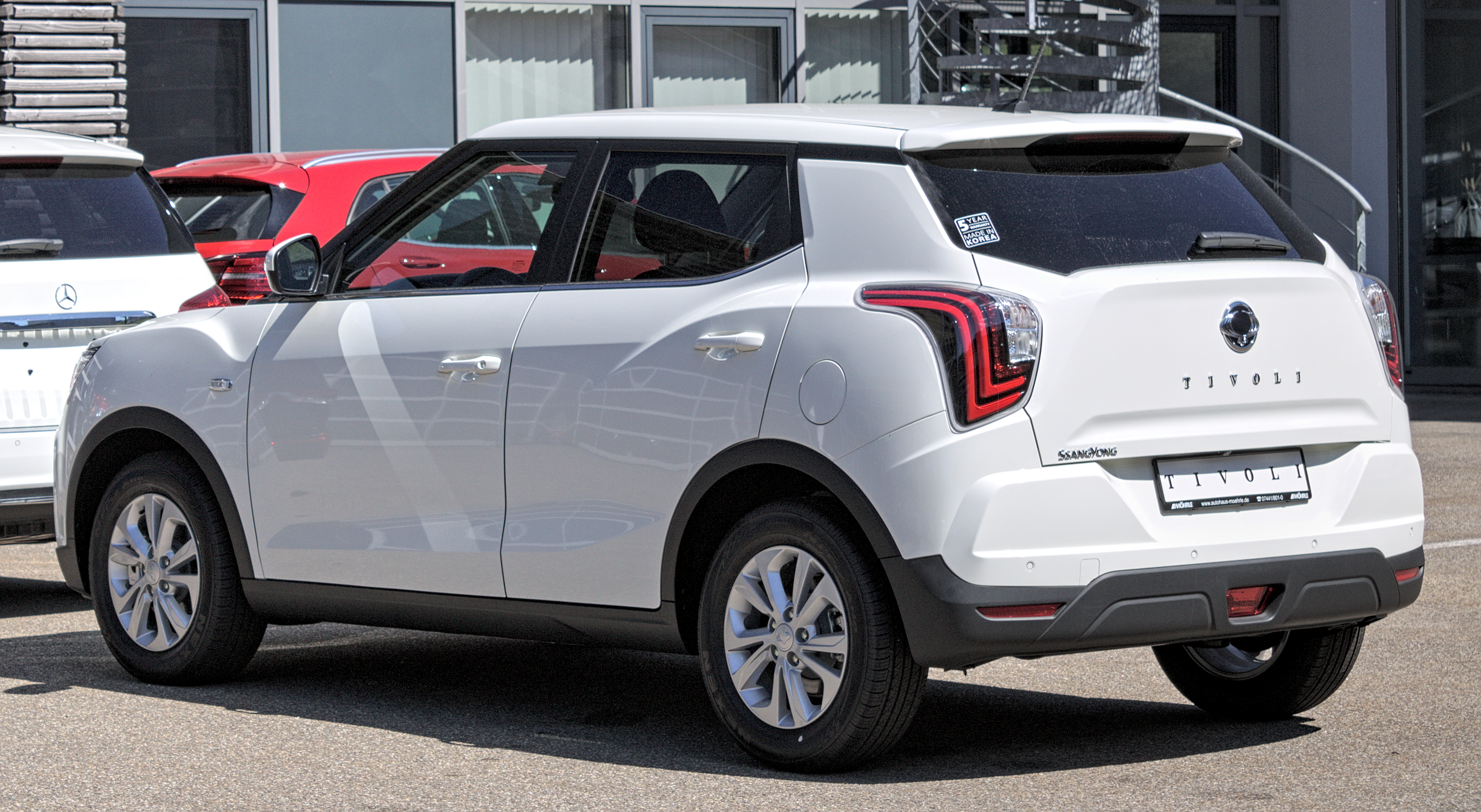
SsangYong Tivoli - tył po liftingu

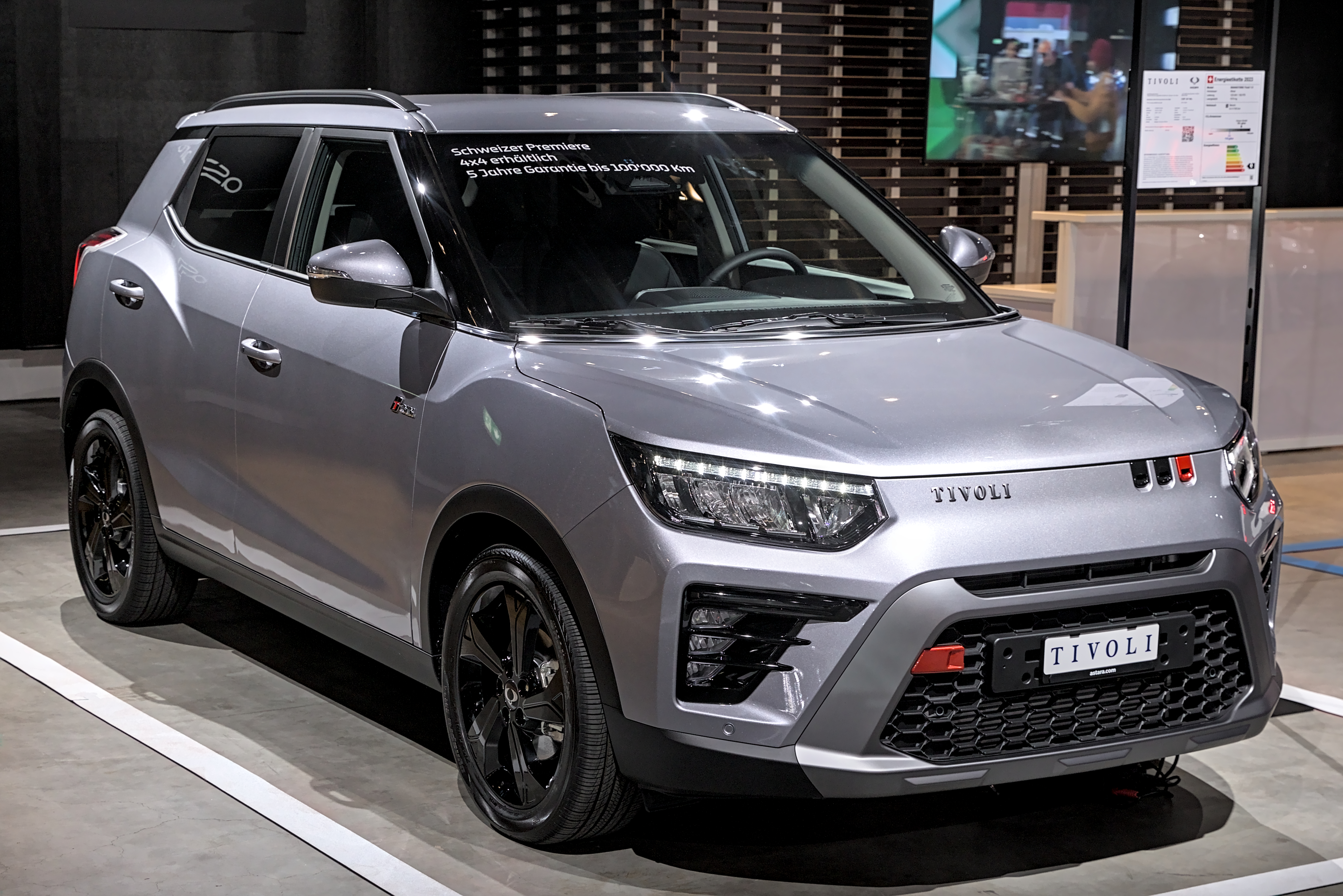
KGM Tivoli

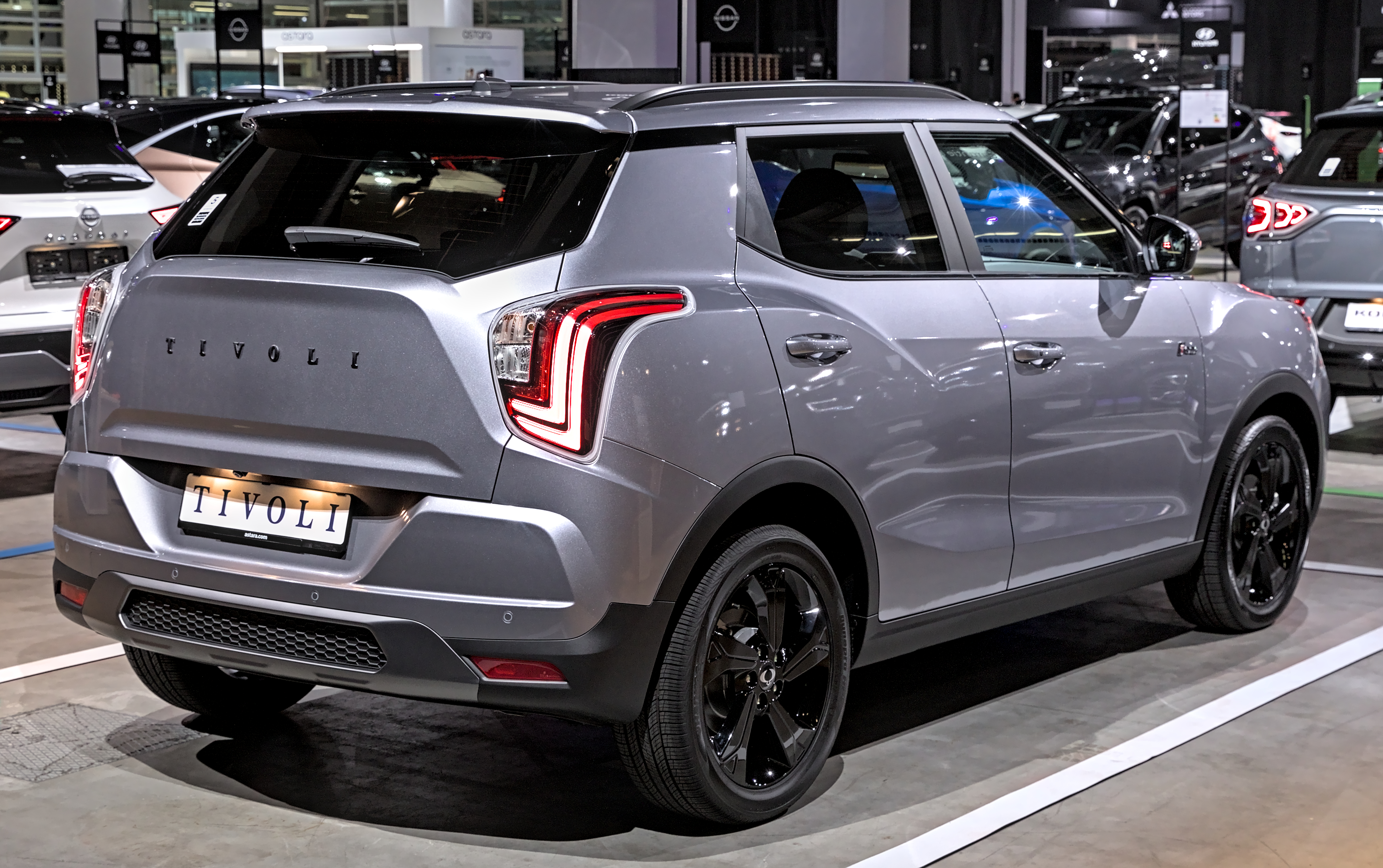
KGM Tivoli - tył

Bezpośrednią zapowiedzią pierwszego subkompaktowego crossovera w historii SsangYonga były dwa studyjne pojazdy zaprezentowane podczas targów motoryzacyjnych w Paryżu w 2014 roku, XIV-Air Concept oraz XIV-Adventure Concept.
Samochód w seryjnej postaci jako SsangYong Tivoli oficjalnie zapowiedziano pod koniec grudnia 2014 roku, prezentując pierwsze fotografie. Oficjalna premiera odbyła się z kolei w styczniu 2015 roku w Korei Południowej, przedstawiając najmniejszy i najtańszy pojazd w portfolio SsangYonga. Nazwa Tivoli nawiązuje do małego, włoskiego miasteczka, które jest ośrodkiem wypoczynkowym leżącego w pobliżu Rzymu.
Pojazd zbudowany został w wyniku współpracy firmy SsangYong z jej właścicielem, indyjską firmą Mahindra, która w grudniu 2018 roku przedstawiła własny, bliźniaczy wariant Mahindra XUV300. W marcu 2015 roku podczas targów motoryzacyjnych w Genewie zaprezentowano europejską wersję pojazdu. Tivoli powstał jako odpowiedź na intensywnie rozwijający się globalnie segment niewielkich crossoverów, podobnie do takich modeli jak Renault Captur czy Nissan Juke umożliwiając szeroki zakres personalizacji wyglądu nadwozia, na czele z dwukolorowym malowaniem karoserii.

### Restylizacje
W maju 2019 roku zaprezentowany został SsangYong Tivoli po obszernej restylizacji. W jej ramach pojazd zyskał zmodyfikowany wygląd pasa przedniego, z większymi i bardziej foremnymi reflektorami, a także zmodyfikowany kształt przednich i tylnych zderzaków, na odświeżonym układzie diod w tylnych lampach kończąc. Ponadto, w kabinie pasażerskiej znalazła się zupełnie nowa deska rozdzielcza zapożyczona od większego modelu Korando, a zmiany producent zakończył na zmodyfikowanych jednostkach napędowych.
W czerwcu 2023 samochód przeszedł drugą, obszerną modernizację, która wiązała się z rebrandingiem na KGM Torres. Samochód zyskał nową stylizację pasa przedniego, ze znacznie mniejszym i węższym wlotem powietrza pozbawionym logotypów. Nieznacznie przemodelowano także tylny zderzak, na klapie z kolei umieszczając większy emblemat z nazwą modelu.

### Wersje wyposażeniowe
- Crystal Base
- Crystal
- Quarz
- Sapphire
- Twist

Standardowe wyposażenie podstawowej wersji Crystal Base obejmuje m.in. system ABS i ESP, 6 poduszek powietrznych, światła do jazdy dziennej wykonane w technologii LED, klimatyzację, tempomat, instalację radiową z 6-głośnikami, wielofunkcyjną kierownicę, podgrzewane oraz elektrycznie sterowane lusterka, a także elektryczne sterowanie szyb. Wersja Crystal dodatkowo wyposażona została w radioodtwarzacz MP3 oraz porty AUX, HDMI i USB. Bogatsza wersja Quartz wyposażona jest dodatkowo m.in. w 16-calowe alufelgi, poduszkę powietrzną chroniącą kolana, światła przeciwmgłowe, czujniki deszczu oraz zmierzchu, a także system multimedialny z 7-calowym ekranem dotykowym i kamerą cofania. Najbogatsza wersja Sapphire wyposażona dodatkowo jest m.in. w skórzaną tapicerkę, podgrzewane koło kierownicy, wentylowane, podgrzewane i elektrycznie sterowane fotele oraz 18-calowe alufelgi i relingi dachowe. 

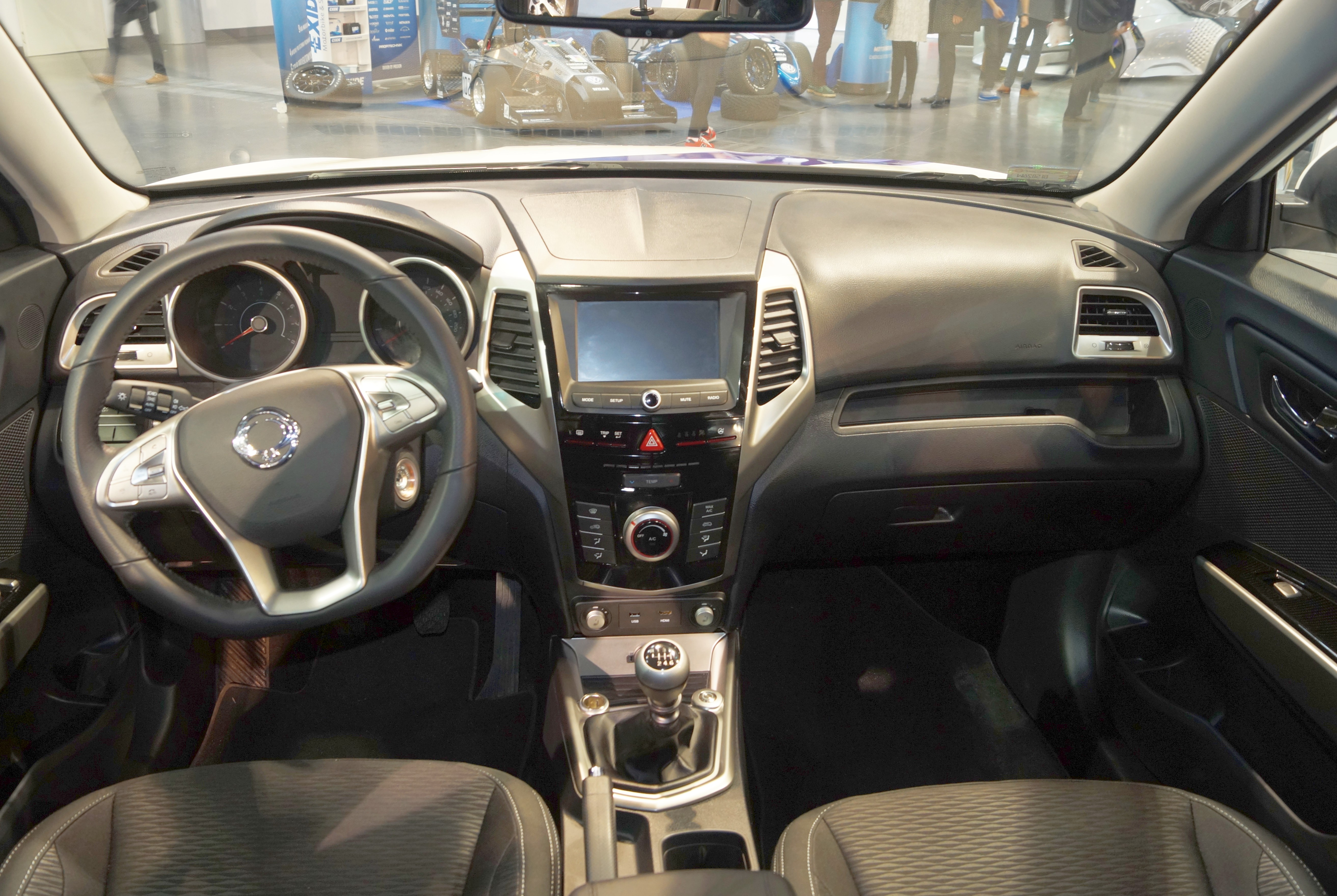
SsangYong Tivoli - kokpit

### Silniki
| Silnik                | Pojemność skokowa [cm³] | Typ silnika        | Moc maksymalna [KM] przy obr./min | Maks. moment obrotowy [Nm] przy obr./min | Przyspieszenie 0-100 km/h [s] | Prędkość maks. [km/h] |                    |                    |                    |
| Silniki benzynowe:    | Silniki benzynowe:      | Silniki benzynowe: | Silniki benzynowe:                | Silniki benzynowe:                       | Silniki benzynowe:            | Silniki benzynowe:    | Silniki benzynowe: | Silniki benzynowe: | Silniki benzynowe: |
| --------------------- | ----------------------- | ------------------ | --------------------------------- | ---------------------------------------- | ----------------------------- | --------------------- | ------------------ | ------------------ | ------------------ |
| e-GXi 160             | 1597                    | R4 DOHC            | 128/6000                          | 160/4600                                 | 12,0                          | 170                   |                    |                    |                    |
| Silniki wysokoprężne: |                         |                    |                                   |                                          |                               |                       |                    |                    |                    |
| 1.6                   | 1597                    | R4 DOHC            | 115/4000                          | 300/2500                                 | b.d.                          | b.d.                  |                    |                    |                    |

### XLV

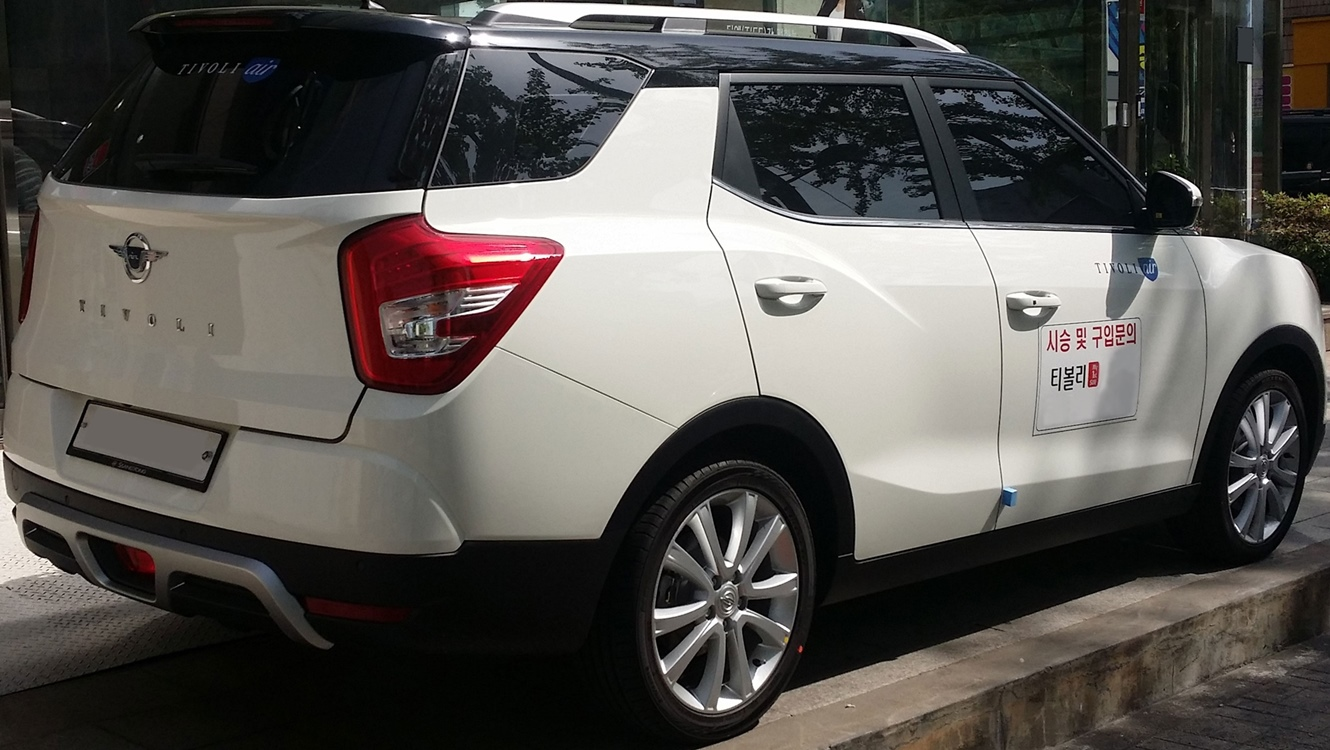
SsangYong XLV - tył

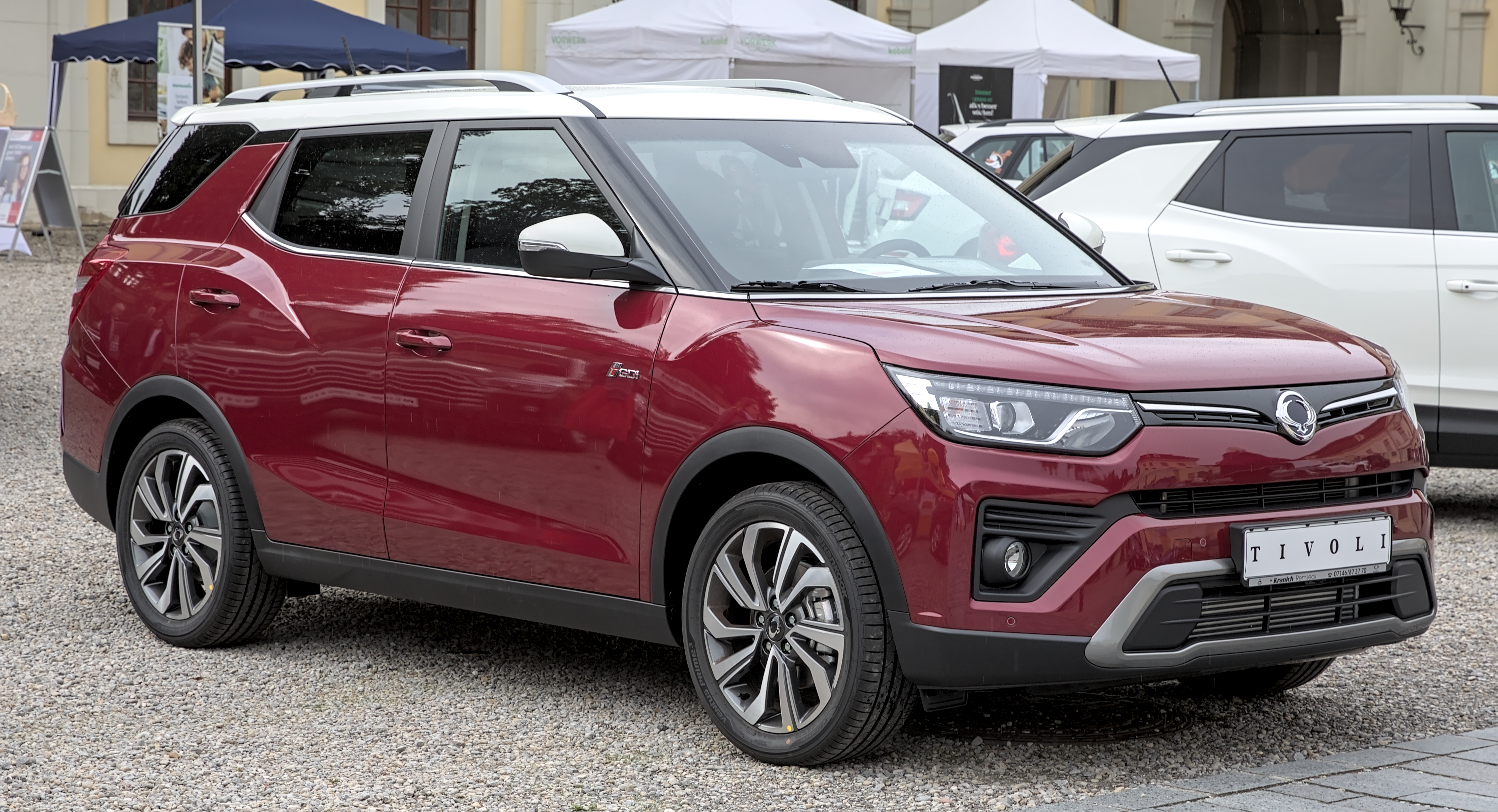
SsangYong Tivoli Grand po liftingu

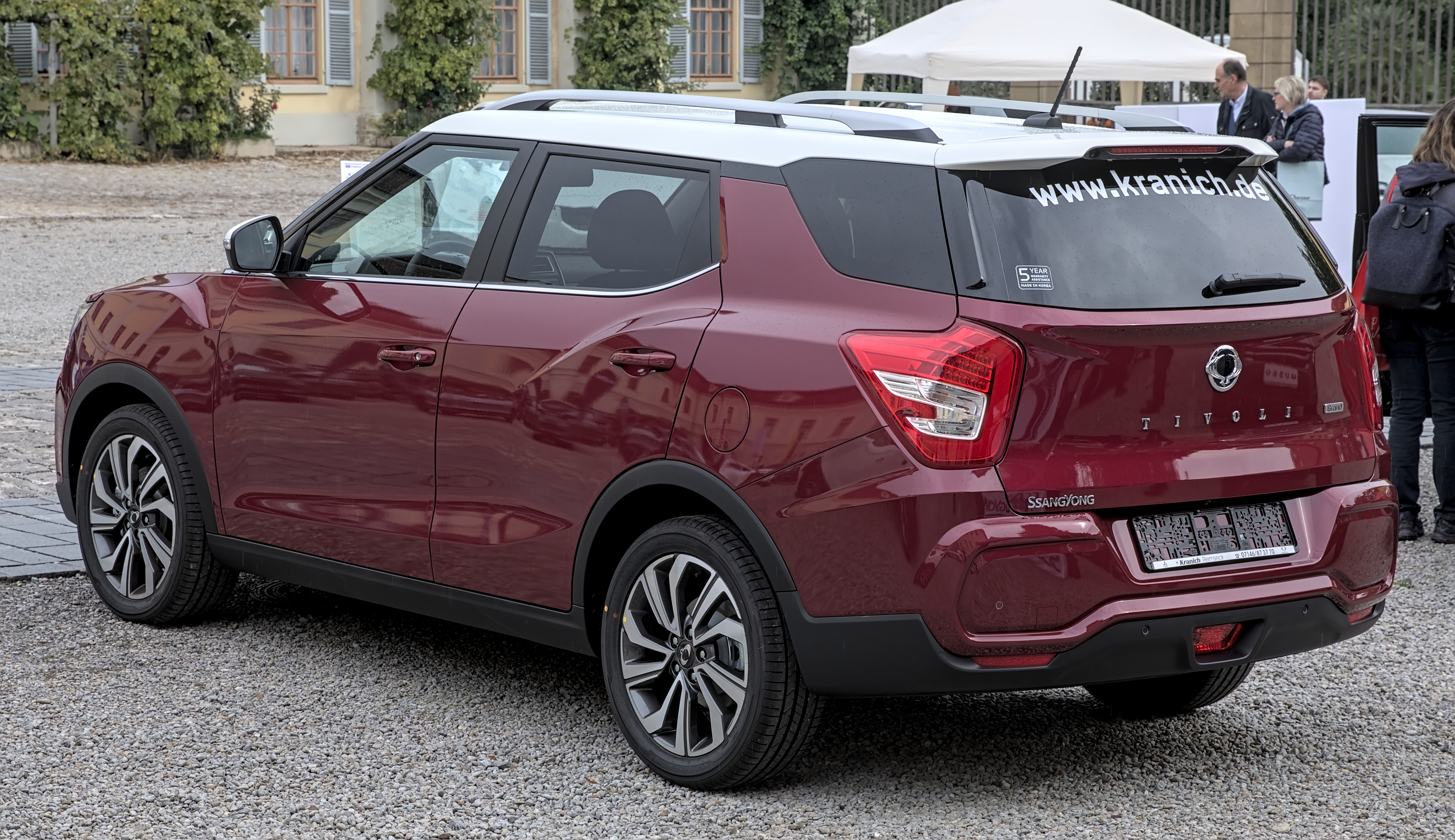
SsangYong Tivoli Grand - tył po liftingu

SsangYong XLV został zaprezentowany po raz pierwszy w 2016 roku.
Z początkiem marca 2016 SsangYong przedstawił pierwsze informacje na temat nowego modelu, który docelowo miał uplasować się w gamie pomiędzy modelami Tivoli SsangYong Korando. Oficjalnie prezentacja modelu XLV odbyła się podczas targów motoryzacyjnych w Genewie.
SsangYong XLV został zbudowany na bazie przedłużonej płyty podłogowej Tivoli, odróżniając się od niego wydłużoną, inaczej stylizowaną częścią nadwozia z charakterystycznymi, wielokształtnymi reflektorami i opcjonalnym trzecim, chowanym rzędem siedzeń w bagażniku.

### Restylizacje
Analogicznie do pokrewnego modelu Tivoli, także i większe XLV objęte zostało obszerną restylizacją nadwozia z nowym pasem przednim z większymi, bardziej kanciastymi reflektorami, a ponadto nowym wzorem tylnego zderzaka. Ponadto, producent wprowadził również nowy projekt deski rozdzielczej z bardziej rozbudowaną, masywniejszą konsolą centralną z wysoko osadzonymi nawiewami. Oficjalna premiera gruntownie zmodernizownanego modelu SsangYonga odbyła się w listopadzie 2020 roku, z kolei sprzedaż na rynkach globalnych rozpoczęła się w połowie 2021 roku.
W czerwcu 2023 wydłużona odmiana razem z bazowym Tivoli przeszła obszerną modernizację i rebranding na KGM Tivoli Grand. Samochód zyskał nowy projekt pasa przedniego z węższą osłoną chłodnicy wzbogaconą trzema poprzeczkami po prawej stronie, a także przemodelowany zderzak przedni oraz tylny. Zmodyfikowano też układ emblematów na klapie bagażnika.

### Sprzedaż
Podobnie jak w przypadku innych modeli w ofercie SsangYonga, a także i XLV trafił do sprzedaży na rynkach pod różnymi nazwami, nawiązując do pokrewieństwa z mniejszym Tivoli. Na rodzimym rynku południowokoreańskim dla pojazdu wybrano nazwę jako SsangYong Tivoli Air, z kolei Wielkiej Brytanii zdecydowano się obrać z kolei nazwę SsangYong Tivoli XLV. Po restylizacji, w 2021 roku polskie i niemieckie przedstawicielstwo SsangYonga zdecydowało się zmienić nazwę modelu z XLV na SsangYong Tivoli Grand.

### Wersje wyposażeniowe
- Crystal Base
- Crystal
- Quartz
- Sapphire

Standardowe wyposażenie podstawowej wersji Crystal Base obejmuje m.in. system ABS i ESP, 6 poduszek powietrznych, światła do jazdy dziennej wykonane w technologii LED, podgrzewane i elektrycznie sterowane lusterka, elektryczne sterowanie szyb oraz tempomat. Bogatsza wersja Crystal dodatkowo wyposażona jest m.in. w radioodtwarzacz CD/MP3, porty AUX i USB oraz moduł Bluetooth z zestawem głośnomówiącym. Wersja Quartz dodatkowo wyposażona została w poduszkę powietrzną chroniącą kolana, światła przeciwmgłowe, klimatyzację, alufelgi, czujniki deszczu oraz zmierzchu, a także system multimedialny z ekranem dotykowym. Najbogatsza wersja Sapphire dodatkowo wyposażona została m.in. w 18-calowe alufelgi, skórzaną tapicerkę, dwustrefową klimatyzację automatyczną, system bezkluczykowy oraz elektrycznie sterowane fotele.
Wersja z napędem na cztery koła wyposażona została także w system wspomagania ruszania na podjeździe (HVA).

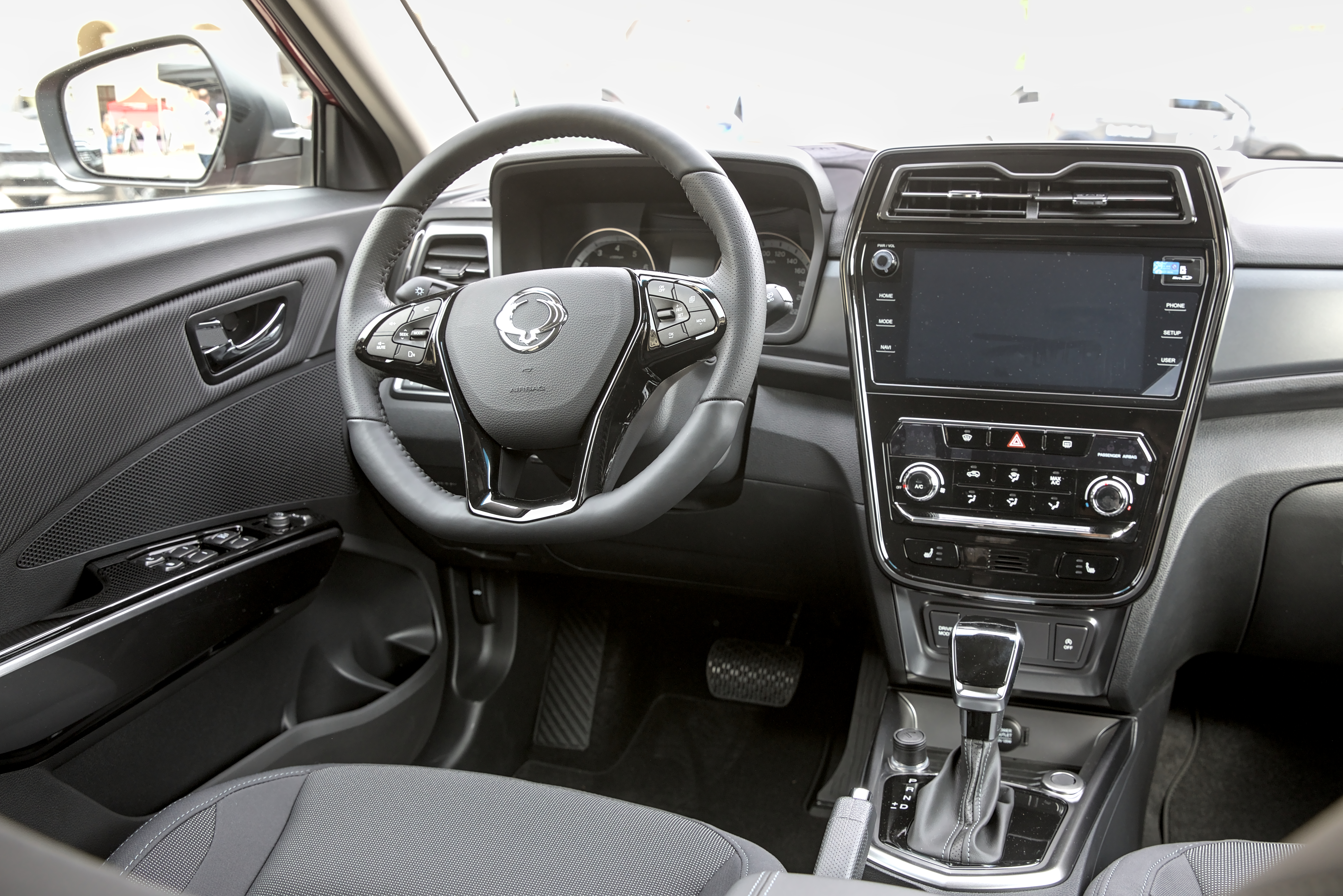
SsangYong Tivoli Grand - kokpit po liftingu

### Silniki
| Silnik                | Pojemność skokowa [cm³] | Typ silnika        | Moc maksymalna [KM] przy obr./min | Maks. moment obrotowy [Nm] przy obr./min | Przyspieszenie 0-100 km/h [s] | Prędkość maks. [km/h] |                    |                    |                    |
| Silniki benzynowe:    | Silniki benzynowe:      | Silniki benzynowe: | Silniki benzynowe:                | Silniki benzynowe:                       | Silniki benzynowe:            | Silniki benzynowe:    | Silniki benzynowe: | Silniki benzynowe: | Silniki benzynowe: |
| --------------------- | ----------------------- | ------------------ | --------------------------------- | ---------------------------------------- | ----------------------------- | --------------------- | ------------------ | ------------------ | ------------------ |
| e-GXi 160             | 1597                    | R4 DOHC            | 128 (94)/6000                     | 160/4600                                 | b.d.                          | 172                   |                    |                    |                    |
| Silniki wysokoprężne: |                         |                    |                                   |                                          |                               |                       |                    |                    |                    |
| 1.6                   | 1597                    | R4 DOHC            | 115 (84)/3400-4000                | 300/1500-2500                            | b.d.                          | 174                   |                    |                    |                    |